# Silence Becomes You
Silence Becomes You (Brasil: Vítima da Sedução ) é um filme de suspense produzido no Reino Unido e lançado em 2005.